# Quacquarelli Symonds
Quacquarelli Symonds, абревіатура QS — компанія, що спеціалізується на вищій освіті та іноземних дослідженнях, заснована в 1990 році Нунціо Куакуареллі. Вона найбільш відома тим, що щороку публікує рейтинг QS World University Rankings..
Має офіси в Лондоні (штаб-квартира в Хемпстеді), Нью-Йорку, Парижі, Сінгапурі, Штутгарті, Бостоні, Вашингтоні, Сіднеї, Шанхаї, Йоганнесбурзі та Аліканте.

## Історія
5 жовтня 2017 року QS Quacquarelli Symonds придбала Hobsons Solutions, міжнародний підрозділ Hobsons, Inc. Придбання дозволяє QS збільшити розмір своєї глобальної продуктової пропозиції, яка тепер включає такі продукти, як QS' International Student Survey (раніше Hobsons' International Student Survey), що є найбільшим у світі опитуванням потенційних іноземних студентів.

## Рейтинг університетів
У 2004 році Quacquarelli Symonds у співпраці з The Times вперше опублікували рейтинг університетів світу (під назвою Times Higher Education — QS World University Rankings). Співпраця обох установ тривала до оголошення рейтингу у 2009 році — з 2010 року вони розробляли власні списки. У 2011 році Світовий рейтинг університетів QS був оприлюднений в Інтернеті.

## Інтернет-ресурси
- Aktualny ranking Quacquarelli Symonds [Архівовано 11 жовтня 2014 у Wayback Machine.]